# Tricimba simplex
Tricimba simplex är en tvåvingeart som beskrevs av Ismay 1993. Tricimba simplex ingår i släktet Tricimba och familjen fritflugor. Inga underarter finns listade i Catalogue of Life.